# 高松市立前田小学校
高松市立前田小学校（たかまつしりつ まえだしょうがっこう）は、香川県高松市前田東町にある市立小学校。

## 概要
高松市の東部、前田地区のほぼ中央に位置する小学校である。

## 学校データ
- 児童数：227人（2011年度[1]）
- 児童愛称：前田っ子

学校施設（2010年5月1日時点）
- 普通教室：16教室
- 特別教室：10教室
- 校舎面積：4292m2
- 体育館面積：879m2

服装規定
- 制服：あり（通年必用）
- 防寒着：不明

## 歴史
この地域の小学校は学制公布を受けて1872年（明治5年）に前田修節小学校が設置されている。その後1886年（明治19年）に廃止され、翌1887年（明治20年）4月、同所に前田村立前田尋常小学校が設立された。

### 年表
- 1887年（明治20年）4月 - 前田村立前田尋常小学校として設立。
- 1892年（明治25年）4月 - 村立西前田簡易小学校と村立亀田北簡易小学校を統合。
- 1905年（明治38年）4月 - 高等科を設置。
- 1941年（昭和16年）4月 - 前田村立前田国民学校と改称。
- 1947年（昭和22年）8月 - 前田村立前田小学校と改称。
- 1956年（昭和31年）9月30日 - 高松市立前田小学校と改称。
- 1963年（昭和38年）7月 - プール竣工。
- 2004年（平成16年）4月1日 - 高松市立小中学校全校で3学期制を廃して2学期制を導入。

### 全校児童数の推移
前田小学校の児童数は横ばいか減少傾向にある。
- 1999年度：274人
- 2000年度：274人（0人）
- 2001年度：273人（-1人）
- 2002年度：267人（-6人）
- 2003年度：240人（-27人）
- 2004年度：254人（+14人）
- 2005年度：253人（-1人）
- 2006年度：249人（-4人）
- 2007年度：247人（-2人）
- 2008年度：230人（-17人）
- 2009年度：244人（+14人）
- 2010年度：242人（-2人）
- 2011年度：227人（-15人）

## 教育目標
豊かな心をもち、たくましく生きる子どもの育成
児童像
- 仲良く助け合う子
- 心も体も強く元気な子
- よく考えやりぬく子

## 通学区域
通学区域は高松市前田地区のほぼ全域。
- 高松市
  - 前田西町（古高松南小学校区を除く）
  - 前田東町
  - 亀田町

## 進学先中学校
- 高松市立協和中学校

## 校区内の主な施設
- 高松自動車道高松東IC
- 国道11号高松東バイパス（さぬき夢街道）
- ことでん長尾線西前田駅 - 高田駅
- 香川県立高松東高等学校

## 交通
- ことでんバス高松医療センター・大学病院線 学校前バス停より徒歩1分（0.1km）
- ことでん長尾線高田駅より徒歩10分（0.8km）